# Argonautes
|  | Aquest article tracta sobre els mítics navegants companys de Jàson. Si cerqueu els cefalòpodes , vegeu «argonauta (cefalòpode)». |

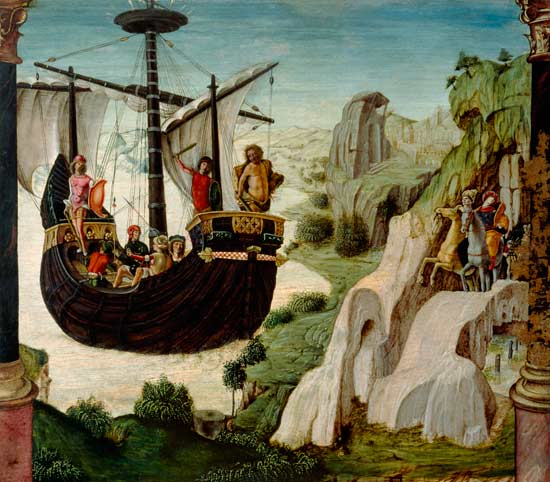
L'Argo, de Lorenzo Costa

En la mitologia grega, els argonautes (grec antic: Ἀργοναύται) eren els companys de Jàson que, embarcats en la nau Argo, van participar en la cerca del velló d'or en una expedició marítima cap a la Còlquida.
El nom d'argonautes prové del nom de la nau que portaven els herois, l'Argo, que significa 'la ràpida'; alhora, es deia que el vaixell rebia el nom al seu constructor, anomenat Argos (de vegades considerat el fill de Frixos i d'altres un personatge diferent). La història dels argonautes és una de les llegendes més antigues que incorporen nombrosos arquetips i elements comuns en les històries populars: el viatge perillós d'un heroi que és enviat a una missió, per desempallegar-se'n, i se li imposa una tasca impossible de dur a terme, però de la qual surt victoriós gràcies a l'ajuda d'aliats inesperats.
El nombre d'argonautes varia. Segons la llegenda, Jàson va poder mobilitzar molts pares de combatents de la guerra de Troia. Va fer proclamar per heralds a tot Grècia que organitzava una expedició cap a la Còlquida, i s'hi afegiren molts herois. Les llistes d'argonautes difereixen les unes de les altres i reflecteixen les diferents èpoques de la llegenda. Es troben llistes en els epinicis de Píndar, les Argonàutiques d'Apol·loni de Rodes, les Argonàutiques de Valeri Flac, l'anomenada Biblioteca d'Apol·lodor, les Fabulae ('Faules') d'Higí i en les Argonàutiques Òrfiques. En total, circulen uns seixanta noms d'argonautes, dels quals 28 coincideixen en totes les fonts, a part de Jàson, que era el comandant de l'expedició.

## Viatge

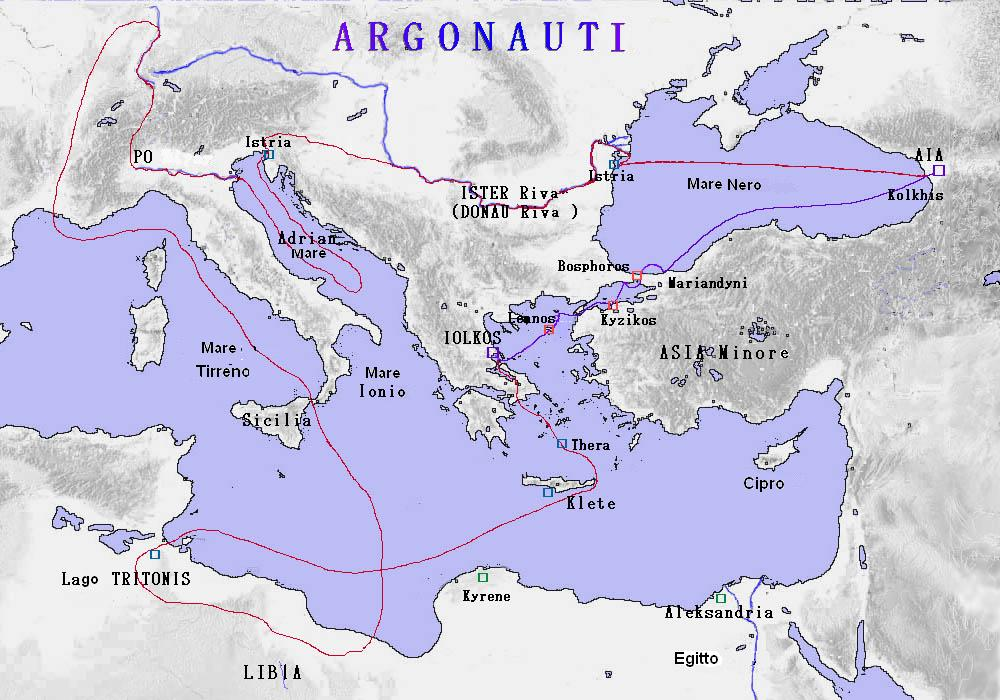
Viatge dels Argonautes